# Lleopard d'Aràbia
El lleopard d'Aràbia (Panthera pardus nimr) és una subespècie del lleopard (Panthera pardus) en gravíssim perill d'extinció. Recents estudis estimen que la població d'aquesta subespècie de lleopard se situa en una mica més de 250 exemplars distribuïts en tres subpoblacions: Península Aràbiga (Iemen i Oman) i al desert del Negev a Israel. En aquesta última localització seva població estaria per sota dels 20 exemplars, considerant-se en vies clares d'extinció. És la subespècie més petita de totes: el mascle fa 30 kg de pes i la femella 20. Menja gaseles d'Aràbia, tars d'Aràbia, damans roquers del Cap, llebres, aus i, possiblement també, llangardaixos i insectes. Es troba a la Península Aràbiga. El seu nombre està minvant dràsticament a causa de la caça, la degradació i fragmentació del seu hàbitat, la menor disponibilitat de preses i els accidents (enverinats per menjar cadàvers destinats als llops i les hienes). L'any 2006 es va calcular que n'hi havia menys de 200 exemplars repartits en tres poblacions separades, essent la de les Muntanyes Dhofar (sud d'Oman) la més nombrosa.